# Тоад
Тоад (англ. Toad), відомий в Японії як Кінопіо (яп. キノピオ) — вигаданий, людиноподібний гриб з серії ігор про Маріо, створений Сігеру Міямото. Громадянин Грибного королівства, Тоад один з найвідданіших слуг Принцеси Піч і постійно працює від її імені. Як правило, в іграх він присутній в ролі неігрового персонажа, допомагаючи Маріо і його друзям. Однак іноді Тоад стає одним з провідних персонажів, це можна спостерігати в іграх Super Mario Bros. 2 та Wario's Woods.
Первісна роль Тоада в як помічника послужила причиною рідкісної появи в головних іграх цієї серії, однак у New Super Mario Bros. Wii як ігрові персонажі, нарівні з Маріо і Луїджі, доступні два Тоади (Жовтий і Блакитний).

## Тоад в кінематографі
У фільмі «Супербрати Маріо», Тоад виглядає як звичайна людина з вельми дивною зачіскою. Він виконує роль вуличного музиканта-гітариста і дисидента за сумісництвом. За «антикуповскі пісні» президент Купа перетворює його на величезного і тупого солдата — Гумба. Однак, навіть після цього Тоад залишається добрим, і продовжує надавати друзям посильну йому допомогу. Роль Тоада зіграв актор Моджо Ніксон.